# Cromwell (Victor Hugo)
Cromwell ist ein monumentales Theaterstück von Victor Hugo, das er 1827 veröffentlichte. Bekannt wurde es durch sein Vorwort.
Geschrieben in der Form eines romantischen Versdramas, handelt es von Oliver Cromwell. Bei seinem Erscheinen sprengte es den Umfang bisheriger Theaterstücke. Es umfasst mit fast 7000 Versen rund viermal mehr Verse als andere Dramen, zusätzlich erfordert das Stück 76 Rollen, zahlreiche Statisten und verschiedene Schauplätze. Daher galt es als kaum spielbar und wurde erst 1956, 71 Jahre nach Hugos Tod, im Ehrenhof des Louvre, in gekürzter Form uraufgeführt.
Das Vorwort Préface de Cromwell zum Drama wird als Manifest der Romantik betrachtet. In diesem Vorwort spricht sich Hugo für die Romantik aus und bricht mit dem strengen Stilprinzip der französischen Klassik.